# Акросома

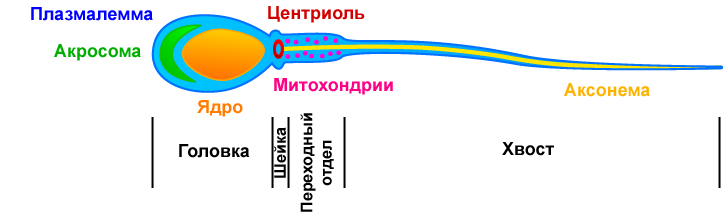
Строение сперматозоида человека

Акросо́ма (от др.-греч. άκρος — вершина и σῶμα — тело), апикальное тельце, перфораторий — органоид сперматозоида, расположенный в передней части его головки. Обычно чашевидный или копьевидный. Имеется у подавляющего большинства животных. Представляет собой мембранный пузырек. Возникает аналогично лизосоме благодаря функционированию комплекса Гольджи в клетках-предшественниках сперматозоидов. При оплодотворении в результате воздействия на сперматозоид сигнальных веществ оболочки яйцеклетки и содержимого яйцевода происходит акросомная реакция, в ходе которой акросома сливается с наружной мембраной. При этом из акросомы высвобождаются ферменты, растворяющие яйцевую оболочку. В частности, акросома содержит фермент гиалуронидазу. Мембрана сперматозоида на месте акросомы при участии актинового цитоскелета образует один или несколько выростов (так называемый акросомный вырост), которые проходят через растворённый участок оболочки и вступают в контакт с мембраной яйцеклетки, вызывая активацию яйца. У человека и млекопитающих акросомный вырост отсутствует.